# Famous Last Words (Band)
Famous Last Words ist eine US-amerikanische Post-Hardcore-Band, die 2010 in Petoskey im Bundesstaat Michigan gegründet wurde und aktuell bei inVogue Records unter Vertrag steht.

## Geschichte
Gegründet wurde die Band im Jahr 2010 in Petoskey im US-amerikanischen Bundesstaat Michigan als A Walking Memory. Die Gruppe besteht aus Sänger JT Tollas, Schlagzeuger Craig Simons, Gitarrist Tyler Myklebust und Bassist Matthew Bell. Ehemalige Musiker sind Bassist Jesse Maddy und Leadgitarrist Ethan Osborn.
Bevor die Gruppe ihren heutigen Namen, Famous Last Words, annahm, brachte sie die EP You Could Have Made This Easier noch im Jahr 2010 heraus. Diese erschien in Eigeninitiative. Nach dem Namenswechsel folgten ebenfalls 2010 mit In Your Face und 2012 mit Pick Your Poison zwei weitere EPs. Letztere erschien bereits bei inVogue Records. Das Debütalbum Two-Faced Charade erschien 2013. Ein Jahr später erfolgte die Herausgabe des zweiten Studioalbums Council of the Dead. Beide Alben schafften den Sprung in die offiziellen US-Charts. Nach einem Wechsel zu Revival Recordings veröffentlichte die Gruppe ihr drittes Album The Incubus.
Seit ihrer Gründung absolvierte die Band Konzertreisen mit Hawthorne Heights, The Red Jumpsuit Apparatus, Palisades, Capture the Crown und Crown the Empire. Jede dieser Konzertreisen führte allerdings lediglich durch Nordamerika.

## Stil
James Christopher Monger von Allmusic beschreibt die Musik der Gruppe als einen Mix aus Metalcore, Post-Rock und Screamo. Michael Gonzales vom Examiner schreibt der Gruppe auf dem Debütalbum Two-Faced Charade eine stellenweise Ähnlichkeit zu Asking Alexandria und Silverstein zu.

## Diskografie

### EPs
- 2010: You Could Have Made This Easier (Eigenproduktion, als A Walking Memory veröffentlicht)
- 2010: In Your Face (Eigenproduktion)
- 2012: Pick Your Poison (InVogue Records)
- 2019: Arizona (SBG Records)

### Alben
- 2013: Two-Faced Charade (InVogue Records)
- 2014: Council of the Dead (InVogue Records)
- 2016: The Incubus (Revival Recordings)